# Курка сіра
Курка сіра (Gallus sonneratii) — вид куроподібних птахів родини фазанових (Phasianidae). Ендемік Індії. Вид названий на честь французького натураліста П'єра Соннери.

## Опис

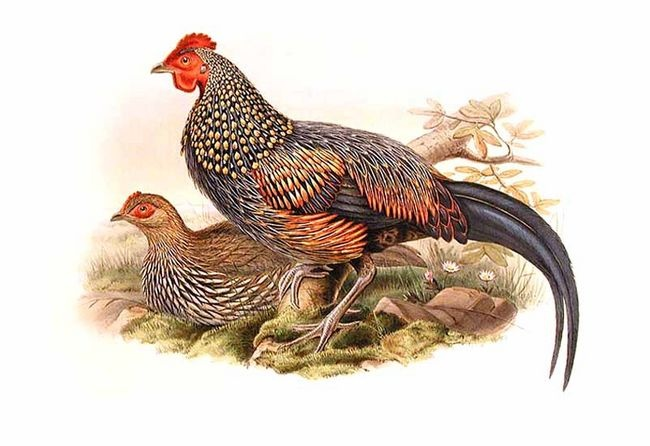
Сірі курки

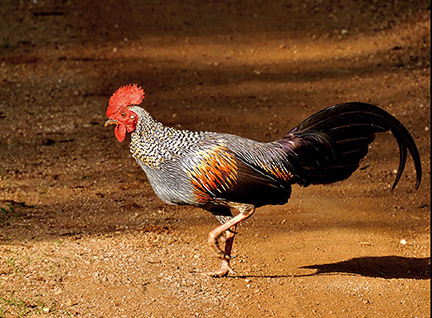
Самець сірої курки

Сірі курки дещо більші за банківських курок. Довжина самців становить 70—80 см, а вага 790—1139 г, довжина самиць становить близько 38 см, а вага 705—790 г. У самців довжина крила становить 220—255 мм, хвоста 314—390 мм, цівки 70—80 мм. У самиць довжина крила становить 190—215 мм, хвоста 100—170 мм, цівки 60—67 мм. Виду притаманний статевий диморфізм. Під час сезону розмноження у півнів є широкий «комір» з пір'я на шиї, довгі стернові пера на хвості та помітний гребінець. Після завершення сезону розмноження довгі пера на шиї та стернові пера у самців випадають, і деякий час він має просте оперення. Райдужки у самців і самиць жовті або помаранчеві, дзьоб чорнувато-роговий, світло-жовтий на кінці та знизу, лапи жовті або лососево-червоні. У півнів на лапах є довгі шпори, які зазвичай відсутні у самиць.
У півнів гребінець, неоперені частини обличчя, підборіддя та «сережки» червоні. У ділянці вух у них є невеликі білі плями. Гребінець дещо зазубрений. «Комір» з подовжених пір'їн має плямистий вигляд. Окремі чорні пір'їни мають сірі краї, дві-три білуваті плями дещо вище кінчика та жовтувато-рогові на кінці. Спина та надхвістя чорні з фіолетовим відблиском, видовжені пера на них мають білі стрижні та вузькі сірі краї. Пера на нижній частині тіла також мають подібний візерунок. На боках іржасто-руді плями. Покривні пера крил чорні, їх візерунок нагадує візерунок на спині, але другорядні покривні пера мають більш широкі оранжево-жовті кінчики. Великі покривні пера крил чорно-коричневі. Пір'я на надхвісті мають іржаво-руді кінчики та великі жовто-рогові краї. Пера на хвості чорні з фіолетовим відблиском.
У самиць пір'я на голові і шиї бурувате з темно-бурими краями та світлим центром з темними краями. Світлі плями в центрі пір'їн збільшуються на грудях. Пера на нижній частині тіла білі з коричнево-чорними краями, вони утворюють лускоподібний візерунок, найбільш виражений на боках. Пера на верхній частині тіла, зокрема верхні покривні пера крил коричневі, поцятковані тонкими чорнуватими плямкам, стрижні на них білувато-охристі. Крила темно-коричневі, хвіст коричнево-чорний.
Пташенята схожі на пташенят банківської курки, але мають більш темне, коричневе забарвлення. Забарвлення молодих птахів подібне до забарвлення самиць, але більш темні, особливо знизу. У молодих півників незабаром з'являється рудувато-охристе пір'я на шиї та надхвісті. Стернові пера в них чорні як смола. У молодих півників декоративне пір'я на шиї та шпори більш короткі, ніж у дорослих півнів, забарвлення загалом більш тьмяне та схоже на забарвлення самиць, особливо в області крил.
Самці характерно гучно кукурікають. Голос стакатоподібний, уривчастий, часто грубий і не надто мелодійний. Вокалізація може повторюватися до п'яти разів на хвилину і часто ініціюється гучним помахом крил. Повторюване, монотонне кудкудакання півня описується як «клац… цок-цок».

## Поширення і екологія
Сірі курки поширені на південному заході Індостану, на північ до східного Гуджарату, південного Раджастхана та центрального Мадг'я-Прадеша, на схід до Східних Гат, а в Андгра-Прадеші — до узбережжя. Вони живуть у підліску різноманітних лісів — від сухих листяних лісів до вічнозелених дощових лісів. У Махараштрі віддають перевагу мішаним тиковим лісам та бамбуковим заростям Dendrocalamus strictus. Сірі курки також зустрічаються на окраїнах сіл та на покинутих плантаціях чаю, кави або каучуку. Віддають перевагу горбистим передгір'ям, зустрічаються на висоті до 1500 м над рівнем моря, подекуди на висоті до 2400 м над рівнем моря. Часто зустрічаються на галявинах або на краю заростей вздовж доріг, зграйками до 5—6 особин. Сплять на деревах заввишки до 18 м.
Всеїдні, живляться насінням, пагонами, бульбами, ягодами, а також комахами, іншими безхребетними та дрібними плазунами. Віддають перевагу насінню бамбуків, ягодам зизифусів, лантанів, стреблусів та деяких фікусів. Шукають їжу, риючись дзьобом у землі.
Статева поведінка мінлива. Трапляється як моногамія, так і полігінія. Сезон розмноження триває протягом всього року. Зазвичай розмноження відбувається з лютого по березень. Гніздо являє собою заглиблення в землі серед кущів або бамбукових заростей, спостерігався випадок гніздування в дуплі. У кладці 4—5, рідше 2—10 рожевих або бежевих яєць, зазвичай без плям. Інкубаційний період триває 20—21 день, насиджує самиця, яка витрачає на це близько 62 % дня.